# Stadio Olimpico
Stadio Olimpico (dobesedno Olimpijski stadion) je nogometni in atletski stadion v italijanskem glavnem mestu Rimu. Na stadionu igrata domače tekme oba znana rimska nogometna kluba, S.S. Lazio in A.S. Roma. Objekt je bil zgrajen leta 1952 in sprejme 82.307 gledalcev. Leta 1960 je gostil Poletne olimpijske igre, leta 1987 se je na njem odvijalo Svetovno prvenstvo v atletiki, leta 1990 pa tudi Svetovno prvenstvo v nogometu.